# Tremolit
Tremolit là một khoáng vật silicat trong nhóm amphibole có thành phần hóa học: Ca2Mg5Si8O22(OH)2. Tremolit hình thành từ quá trình biến chất đá trầm tích giàu dolomit và thạch anh. Tremolit tạo thành một chuỗi các khoáng với actinolit và ferro-actinolit. Tremolit magnesi tinh khiết có màu trắng kem, nhưng cấp màu chuyển sang lục sẫm khi hàm lượng sắt tăng. Nó có độ cứng theo thang Mohs từ 5 đến 6. Nephrit, một trong hai khoáng vật đá quý jade, là biến thể màu lục của tremolit.

## Trong tự nhiên

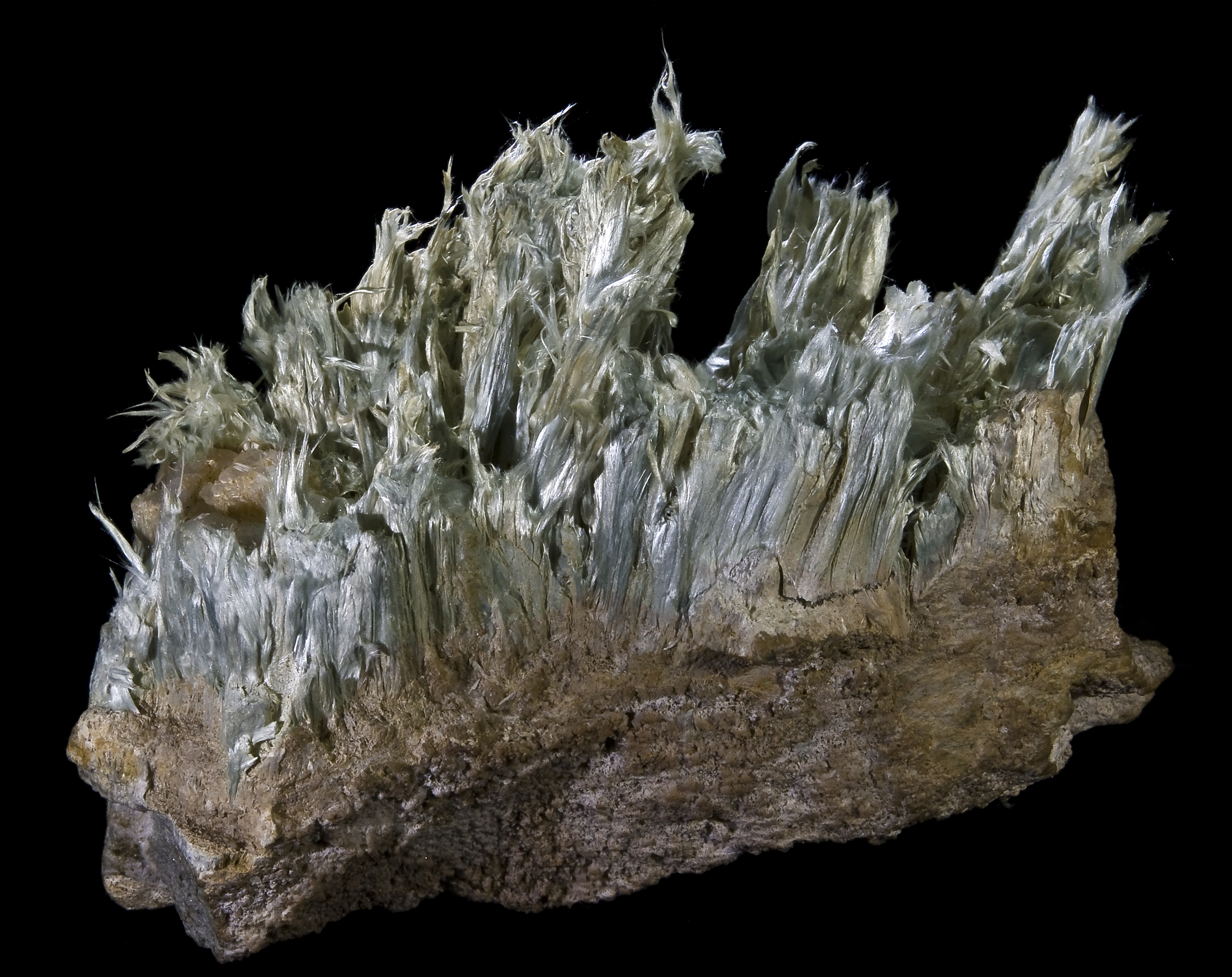
Tremolit ở Aure Valley, French Pyrenees (kích thước: 8,2 x 6,7 cm)

Tremolit là loại khoáng vật chỉ thị cho mức độ biến chất vì ở nhiệt độ cao nó bị biến đổi thành diopside.
Tremolit trong tự nhiên là kết quả của quá trình biến chất tiếp xúc các đá trầm tích silica giàu magnesi và calci và trong tướng đá phiến lục nguồn gốc siêu mafic hoặc đá chứa cacbonat magnesi. Các khoáng vật cộng sinh gồm canxit, dolomit, grossular, wollastonit, talc, diopside, forsterit, cummingtonit, riebeckit và winchit.
Tremolit được miêu tả đầu tiên năm 1789 ở Campolungo, thung lũng Piumogna, Leventina, Ticino (Tessin), Thụy Sĩ.